# Wojciech Makowski
Wojciech Artur Makowski (ur. 19 lutego 1992 w Kielcach) – polski niepełnosprawny (niewidomy) pływak, startujący w kategorii S11, srebrny medalista igrzysk paraolimpijskich, mistrz świata i Europy.

## Życiorys
Urodził się jako osoba niewidoma. Trenował pływanie, jednak porzucił sport na czas nauki w szkole średniej. Podjął studia z zakresu zarządzania na Uniwersytecie Warszawskim, w trakcie których w 2013 powrócił do pływania.
Jest zawodnikiem Integracyjnego Klubu Sportowego AWF Warszawa. Pierwszy sukces międzynarodowy odniósł w 2013, gdy wywalczył brązowy medal mistrzostw Europy na 100 m stylem dowolnym. W 2015 zdobył brązowy medal na 100 m stylem grzbietowym, a w 2016 został mistrzem Europy w tej konkurencji.
W 2016 wystartował w Letnich Igrzyskach Paraolimpijskich w Rio de Janeiro, zdobywając srebrny medal w konkurencji 100 m stylem grzbietowym w swojej kategorii. W 2017 został mistrzem świata w tej samej konkurencji. Zdobywał następnie medale na mistrzostwach Europy w 2018 i 2021.
W 2016 został odznaczony Srebrnym Krzyżem Zasługi.

## Życie prywatne
W 2019 zawarł związek małżeński z Magdaleną; mszę w kościele Trójcy Świętej w Ćmińsku odprawił biskup pomocniczy archidiecezji kieleckiej Marian Florczyk.
Został też raperem występującym pod pseudonimem artystycznym W.A.M. W 2016 wydał płytę pt. Czego oczy nie widzą.

## Medale i wyniki na igrzyskach paraolimpijskich
| Rok  | Zawody                   | Miejscowość    | Konkurencja                    | Wynik   | Pozycja     |
| ---- | ------------------------ | -------------- | ------------------------------ | ------- | ----------- |
| 2014 | Mistrzostwa Europy       | Eindhoven      | 100 m stylem dowolnym (S11)    | 1:04,24 | 3. miejsce  |
| 2015 | Mistrzostwa świata       | Glasgow        | 100 m stylem grzbietowym (S11) | 1:11,83 | 3. miejsce  |
| 2016 | Mistrzostwa Europy       | Funchal        | 100 m stylem grzbietowym (S11) | 1:09,01 | 1. miejsce  |
| 2016 | Igrzyska paraolimpijskie | Rio de Janeiro | 50 m stylem dowolnym (S11)     | 27,93   | 12. miejsce |
| 2016 | Igrzyska paraolimpijskie | Rio de Janeiro | 100 m stylem dowolnym (S11)    | 1:01,74 | 7. miejsce  |
| 2016 | Igrzyska paraolimpijskie | Rio de Janeiro | 100 m stylem grzbietowym (S11) | 1:08,28 | 2. miejsce  |
| 2017 | Mistrzostwa świata       | Meksyk         | 50 m stylem dowolnym (S11)     | 27,75   | 3. miejsce  |
| 2017 | Mistrzostwa świata       | Meksyk         | 100 m stylem dowolnym (S11)    | 1:02,79 | 2. miejsce  |
| 2017 | Mistrzostwa świata       | Meksyk         | 100 m stylem grzbietowym (S11) | 1:12,03 | 1. miejsce  |
| 2018 | Mistrzostwa Europy       | Dublin         | 50 m stylem dowolnym (S11)     | 27,97   | 3. miejsce  |
| 2018 | Mistrzostwa Europy       | Dublin         | 100 m stylem dowolnym (S11)    | 1:01,29 | 2. miejsce  |
| 2018 | Mistrzostwa Europy       | Dublin         | 100 m stylem grzbietowym (S11) | 1:11,00 | 2. miejsce  |
| 2021 | Mistrzostwa Europy       | Madera         | 50 m stylem dowolnym (S11)     | 26,90   | 2. miejsce  |
| 2021 | Mistrzostwa Europy       | Madera         | 100 m stylem dowolnym (S11)    | 1:00,77 | 3. miejsce  |
| 2021 | Mistrzostwa Europy       | Madera         | 100 m stylem grzbietowym (S11) | 1:10,61 | 2. miejsce  |
| 2021 | Igrzyska paraolimpijskie | Tokio          | 50 m stylem dowolnym (S11)     | 27,83   | 7. miejsce  |
| 2021 | Igrzyska paraolimpijskie | Tokio          | 100 m stylem grzbietowym (S11) | 1:10,55 | 6. miejsce  |